# Гарнакерьян, Ашот Георгиевич
Ашо́т Гео́ргиевич Гарнакерья́н (4 августа 1907, Ростов-на-Дону — 26 декабря 1977, там же) — советский поэт, литературный критик.

## Биография

Мемориальная доска Гарнакерьяну в Ростове-на-Дону

Учился на литературном факультете Ростовского педагогического института. Писать начал в 1930-х годах. Член Союза писателей СССР с 1944 года, член КПСС с 1940 года.
За 50 лет творческой работы опубликовал более 50 сборников стихов и поэм. Многие его стихи посвящены Донскому краю, его природе и людям, русской культуре и истории, родине предков поэта — Армении.
Автор критических статей о творчестве молодых донских писателей и поэтов Анатолия Гриценко, Алексея Коркищенко и других
В 1978 году в Ростове-на-Дону была установлена мемориальная доска, посвященная поэту Ашоту Гарнакерьяну.

## Поэтические сборники
- «Ливни сквозь радугу» (1932);
- «На родной земле» (1938);
- «Стихи» (1940);
- «За Родину» (1941);
- «В бой» (1941);
- «Военные стихи» (1942);
- «За родную землю» (1944);
- «Стихи» (1945);
- «Ливни сквозь радугу» (1946);
- «Стихи и поэмы» (1947);
- «Карталинское сказание» (1948);
- «Весна идет» (1949);
- «Стихи» (1951);
- «Парус под ветром» (1953);
- «Дороги зовут» (1955);
- «Встречи» (1957);
- «Броском вперед» (1958);
- «Лирика» (1958);
- «Жажда» (1960);
- «Распахнутые горизонты» (1961);
- «От земли до звезд» (1963);
- «Лирическое наступление» (1963);
- «Люблю и ненавижу» (1965);
- «Удостоверение личности» (1967);
- «Рассветной свежестью дорог» (1968);
- «Лирика» (1973);
- «Распахнутые горизонты» (1974, дополненное переиздание).
- «Избранное. Стихи и поэмы» (1977)